# Sáhara Oriental

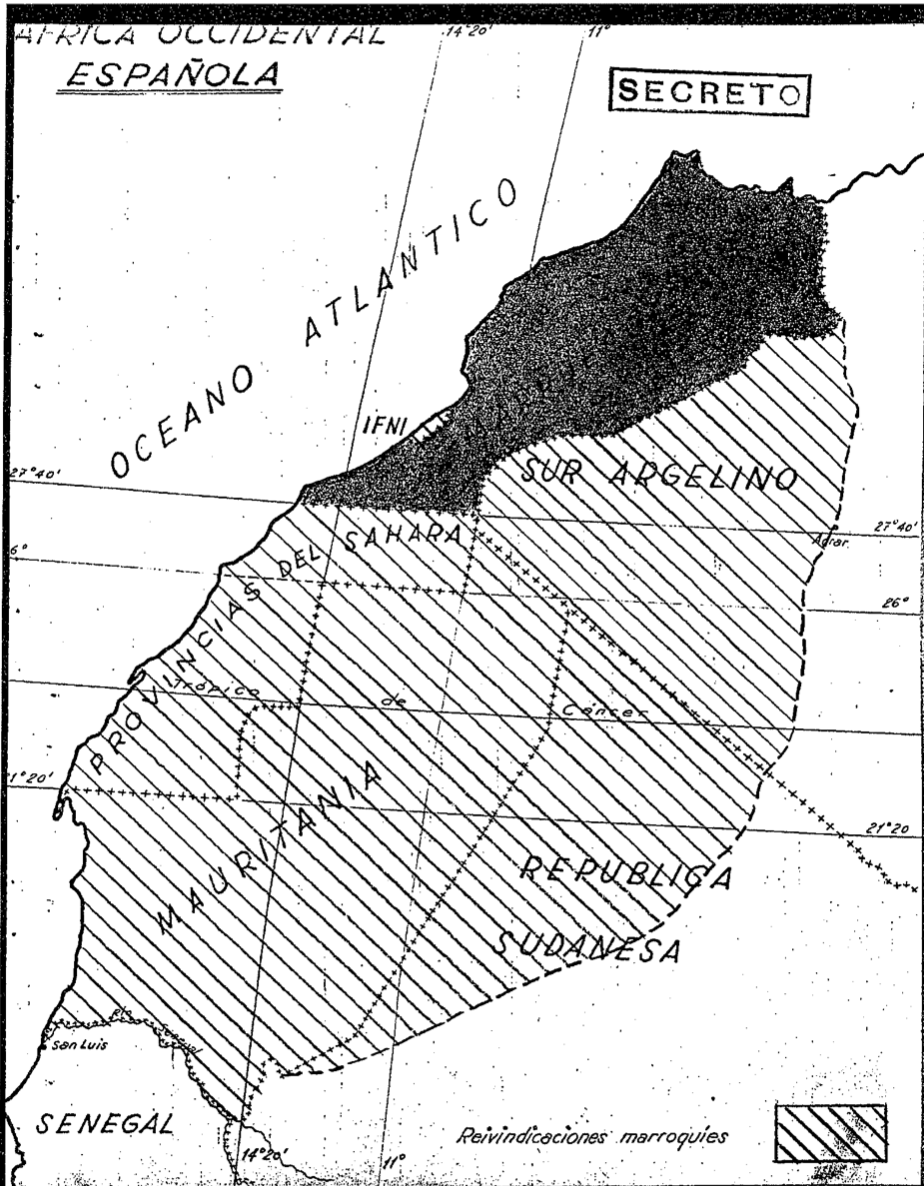
Antiguo mapa militar de 1960 donde aparece la zona en litigio del denominado "Sáhara Oriental" y entonces perteneciente a la Argelia francesa con el nombre de "Sur Argelino".

Se denomina Sáhara Oriental al conjunto de territorios reclamados por Marruecos y bajo soberanía de Argelia desde 1962, fecha de la independencia de ésta.

## Territorio
Dependiendo de la época y de las relaciones políticas de los países magrebíes, las reclamaciones sobre el territorio desértico en disputa entre Marruecos y Argelia han variado sin que haya unos límites plenamente fijados aunque sí aproximados. A modo general se puede decir que el Sáhara Oriental sería la totalidad de la actual provincia de Tinduf, así como gran parte de las de Beni Abbes y Béchar. 

## Historia
Según los historiadores marroquíes, las zonas denominadas como Sáhara Oriental estuvieron ligadas al territorio del Marruecos actual desde época medieval hasta la colonización francesa.  En la primera mitad del siglo XX Francia cedió el territorio a Argelia, hecho que se vio reforzado con la independencia de Marruecos en 1956, debido a que la idea de Francia era que Argelia continuara siendo parte de Francia, por lo que no hubo conversaciones sobre la cesión o división de dicho territorio. Mohammed V esperó a la independencia de Argelia para intentar comenzar un diálogo con los argelinos sobre la división del territorio en disputa del Sáhara Oriental, y se firmó un acuerdo con el gobierno provisional argelino en 1961 para encontrar una solución dialogada, pero con la entrada de Ben Bella en el gobierno argelino el acuerdo se rompió y los argelinos se negaron a cualquier acuerdo sobre el territorio. 
En 1961 fallece Mohammed V y Hassan II es coronado rey de Marruecos. En 1963 Hassan II visita a Argelia, recordándole éste a Ben Bella el acuerdo firmado en 1961 sobre el Sáhara Oriental, lo que provocó un incidente diplomático y el consecuente revuelo mediático en ambos países que contribuyó a la escalada bélica, conocida como la Guerra de las Arenas en 1963. Después del conflicto las fronteras no variaron demasiado, siendo ocasionalmente objeto de incidentes aislados. 
Desde entonces el territorio sigue reclamado por Marruecos y constituye un verdadero baremo de las relaciones entre Marruecos y Argelia.